# Peche
Peche byl šlechtický rod původem z Prahy.
Rod byl tvořen dvěma liniemi počínajícími patrně od pražského měšťana Johanna Jakoba Pecheho (asi 1683–1731), jenž byl pražským měšťanem a majitelem vinného šenku. Starší větev byla do šlechtického stavu povýšena v roce 1750, avšak ještě v tomtéž století vymřela. Mladší větev získala šlechtický stav v roce 1816 a následně povýšení do stavu rytířského v roce 1829. Rod se nadále rozdělil do dvou větví. Mladší vymřela v 19. století po meči. Ze starší větve pocházel důstojník rakouské armády Josef von Peche (1782–1854), který získal po Napoleonově porážce pověření ke zpětnému získání uměleckých děl z Benátek, Vídně, Drážďan a Berlína uloupených Napoleonovou armádou. Vlastnil rovněž statek Petrovice u Mladé Vožice, kde také zemřel. Od roku 1823 byl řádným členem c. k. vlastenecko-hospodářské společnosti a v letech 1850-1854 členem jejího centrálního výboru. Jeho syn Josef Karel von Peche (1821–1886) byl ředitelem České spořitelny a v roce 1873 získal povýšení do stavu svobodných pánů.